# Cassidinopsis maculata
Cassidinopsis maculata är en kräftdjursart som först beskrevs av Studer 1884.  Cassidinopsis maculata ingår i släktet Cassidinopsis och familjen klotkräftor. Inga underarter finns listade i Catalogue of Life.